# Vespadelus troughtoni
Vespadelus troughtoni é uma espécie de morcego da família Vespertilionidae. Endêmica do leste da Austrália.